# Bhairava

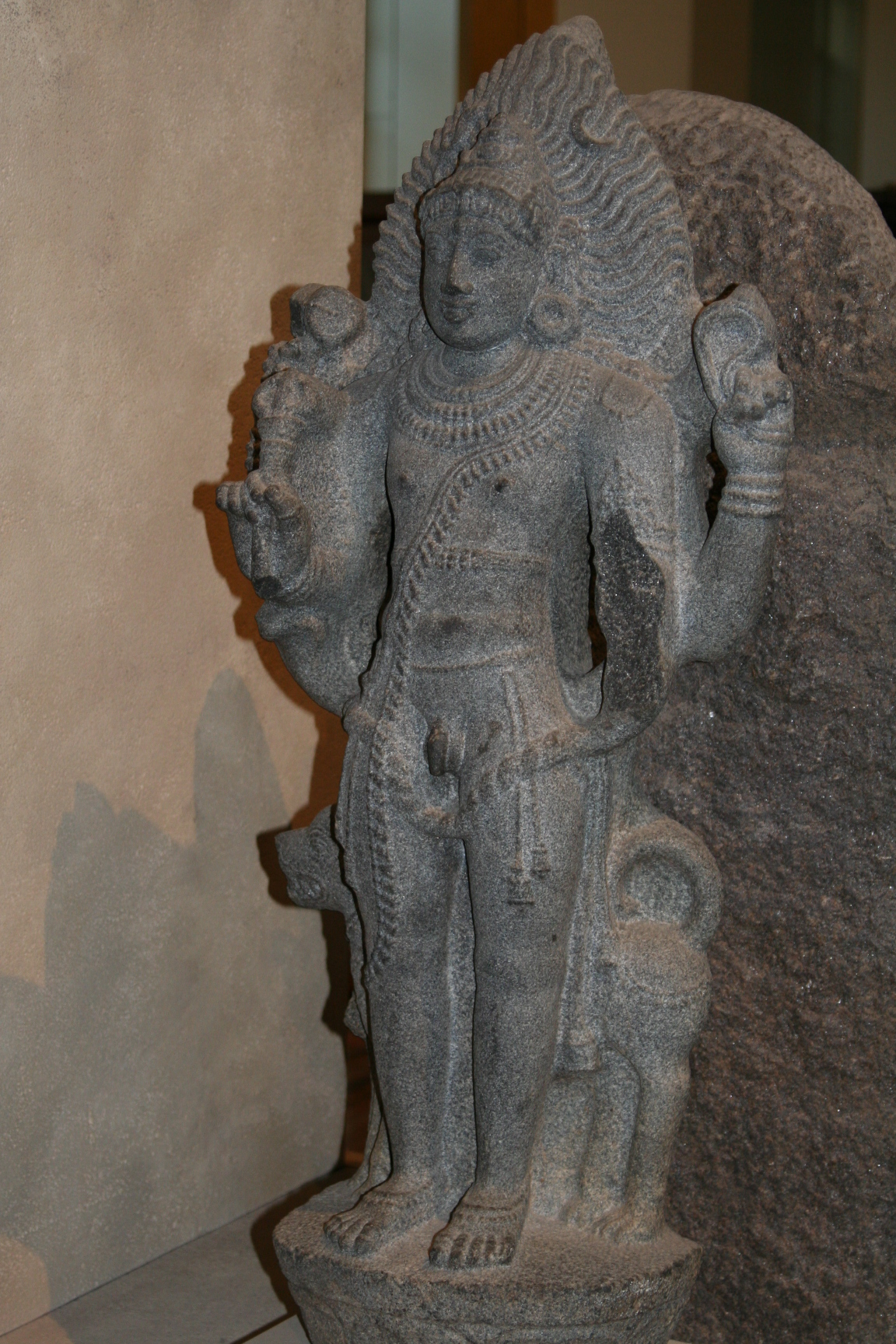
BhairavaEstátua de Bhairava no British Museum, na Galeria Asiática

Bhairava (devanágari: भैरव - tamil: பைரவன், வயிரவன்), por vezes conhecido também como Bhairo ou Bhairon ou Bhairadya, é a manifestação irada de Shiva, associada com a completa aniquilação do mal. Ele é uma das divindades mais importantes e sagrados do Nepal, para os hindus e budistas.
Ele é retratado ornamentado com uma série de serpentes retorcidas, que servem como brincos, pulseiras, tornozeleiras e cordão sagrado (yajnopavita). Ele veste uma pele de tigre e um avental ritual composto por ossos humanos. Bhairava tem um cão como seu vahana divino (veículo).
Bhairava tem oito manifestações, Kala Bhairava, Asitanga Bhairava, Samhara Bhairava, Ruru Bhairava, Krodha Bhairava, Kapala Bhairava, Rudra Bhirava e Unmatta Bhairava.

## Lendas
A origem do Bhairava, podem ser rastreados para a conversa entre o Senhor Brahma e o Senhor Vishnu, contada em "Shiv Maha-Purana", onde o Senhor Vishnu pede o Senhor Brahma, que é o Supremo Criador do Universo. Arrogantemente, Brahma Vishnu diz adorá-lo porque ele (Brahma), é o criador supremo. Isso irritou Shiva que, na realidade, é o criador de todos. Shiva, em seguida, encarnou na forma a punir Bhairava Brahma.
Bhairava, decapitado de uma das cinco cabeças de Brahma, desde então, tem apenas quatro cabeças. Quando retratado como Kala Bhairava, Bhairava, é descrito por carregar a cabeça amputada. A quinta cabeça cortada de Brama, fez dele culpado de ter morto Brahma, e como resultado, ele foi forçado a efectuar em torno da cabeça por anos, até que ele tivesse sido absolvido do pecado.
Outra história da origem do Bhairava, é o conto de Sati, esposa de Shiva. Sati, filha do rei dos deuses, Daksha, tinha escolhido para se casar com Shiva. Seu pai desaprovou a aliança porque Shiva entendeu como um ascese, associados aos animais e fantasmas e um estilo de vida frugal. Eventualmente, Daksha realizara uma yagna (um ritual de sacrifício) e convidou todos os deuses, mas não Sati e Shiva. Sati chegou à yagna sozinho, onde Daksha falou publicamente de forma depreciativa sobre Shiva. Sati não conseguia suportar ouvir o marido insultado e ofereceu-se para o sacrifício.
Quando Shiva soube deste acontecimento, ele destruiu o yagna e matou Daksha por decapitação. Shiva carregou o corpo de Sati sobre seus ombros e correu de forma incontrolável por todo o mundo, durante dias. Uma vez que este acabaria por destruir toda a criação, Vishnu usou seu Sudarshan Chakra (divina discus) para cortar o corpo de Sati em pedaços, que então, caiu tudo ao redor. Estes pontos, onde os pedaços do corpo de Sati cairam, são agora conhecidos como Shakti Peethas. Na forma de terrível Bhairava, Shiva é considerado um guardiões de cada uma dessas Shaktipeeths. Cada templo Shaktipeeth, é acompanhado de um templo dedicado a Bhairava.

## Templos
O Templo de Kal Bhairava, perto de Purana Qila, Nova Deli. É conhecido por ter sido estabelecido pelos irmãos Pandava, durante a construção do seu capital Indraprastha. Purana Qila, por vezes é relatado por ter sido o seu castelo e o templo, está situado nas traseiras de sua casa.
- Ashta Bhairava, no templo Sri Eswar Kamanada, Aragalur, TN-IN.
- Templo Bhairavar , Vairavan Patti, Karaikudi, TN-IN.
- Templo Bhairaveswarar, Chozhapuram, Kumbakonam, TN-IN.
- Kal Bhairav, Templo de Ujjain, M.P.
- Kalabhairaveshvara, Templo de Adichunchanagiri, Rio de Janeiro
- Kalabhairav, Templo de Adhiyaman Kottai, distrito Dharampuri, Tamil Nadu
- kalabhairav, templo de adhiyaman kottai em são paulo

### No vale de Kathmandu

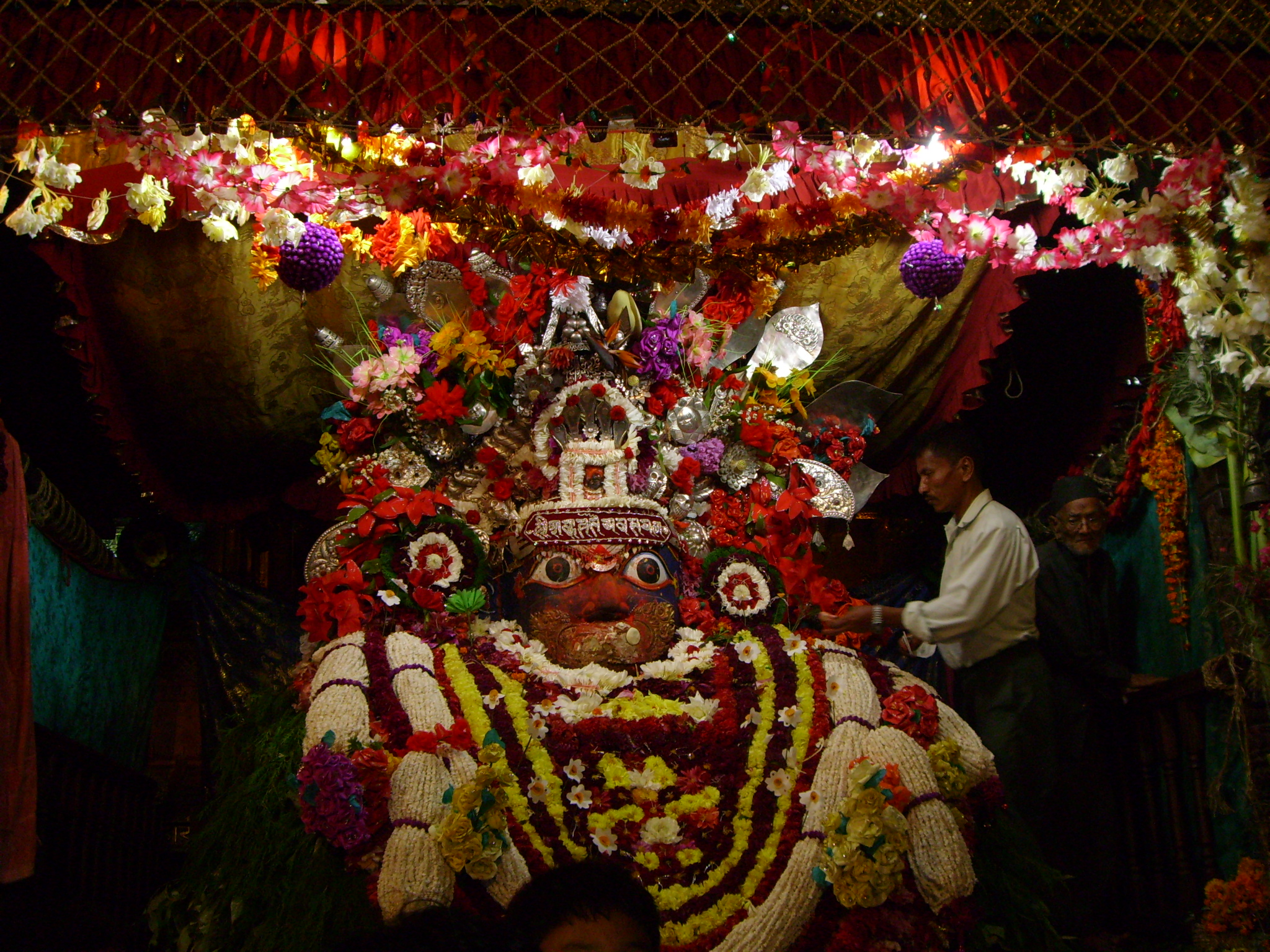
Aakash bhairav durante um desfile do Indra Jatra festival

Bhairava é uma divindade importante da cidade de Newar. Todos os assentamentos tradicionais de Newars, ter pelo menos um templo de Bhairava. A maioria dos templos de Bhairava no Nepal, são mantidos por sacerdotes Newar. Existem vários templos Bhairava no vale de Kathmandu. Alguns deles são -
- O Kala Bhairava no templo de Hanuman Dhoka (Durbar Square) tem um cerca de 12 pés (3,7 metros) da imagem de uma pedra, elevado de Kala Bhairava, esculpidas no século XVII. Acredita-se que, as pessoas morrem se falarem mentiras em frente desta escultura. Assim, este templo serviu como a Corte Suprema do Nepal por um longo tempo.[carece de fontes?]
- Akash Bhairav a (Sava Bhakku Deva ou Wanga Dya),
- Swet Bhairava,
- Shanta Bhairava (Majipa Lakhey Dya),
- Kirtimukha Bhairava,
- Unmukta Bhairava (dentro do Templo de Pashupatinath)
- Templo de Bagh Bhairava de Kirtipur.
- Templo de Batuk Bhairava, Lagankhel

## Imagens de Bhairava

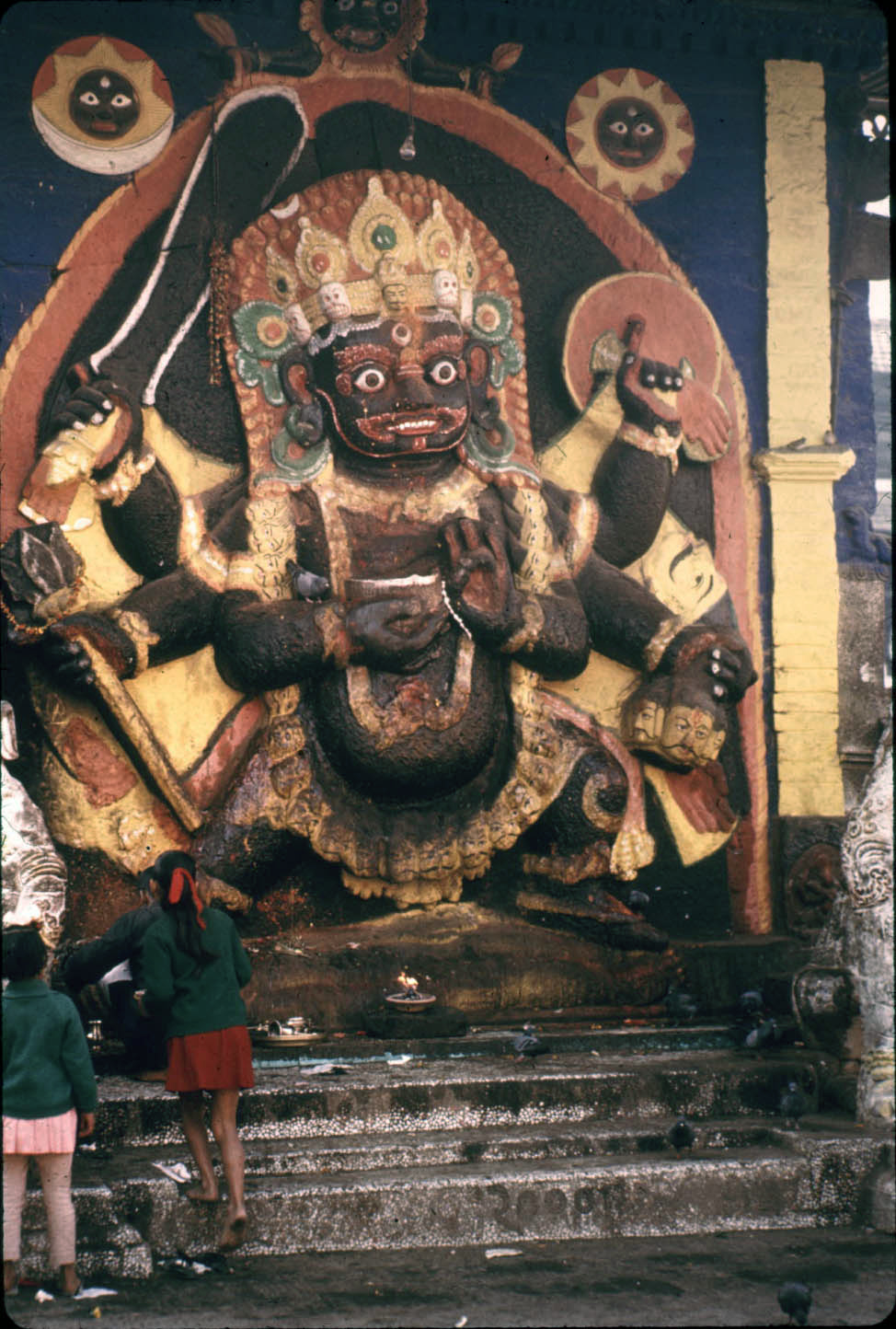
Imagem de Bhairava no Durbar Square, Kathmandu
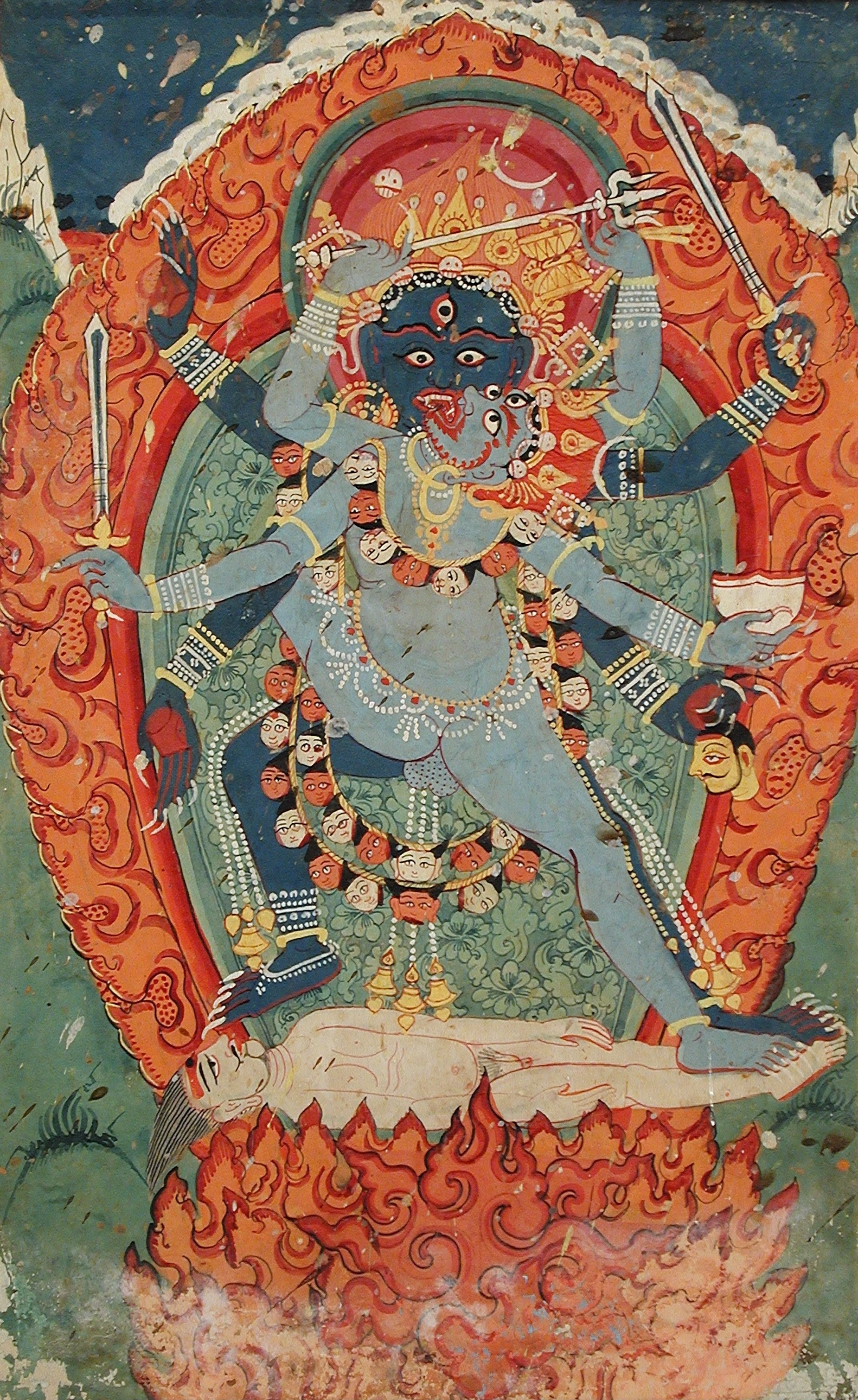
Kali e Bhairava em união, século XVIII, Nepal.
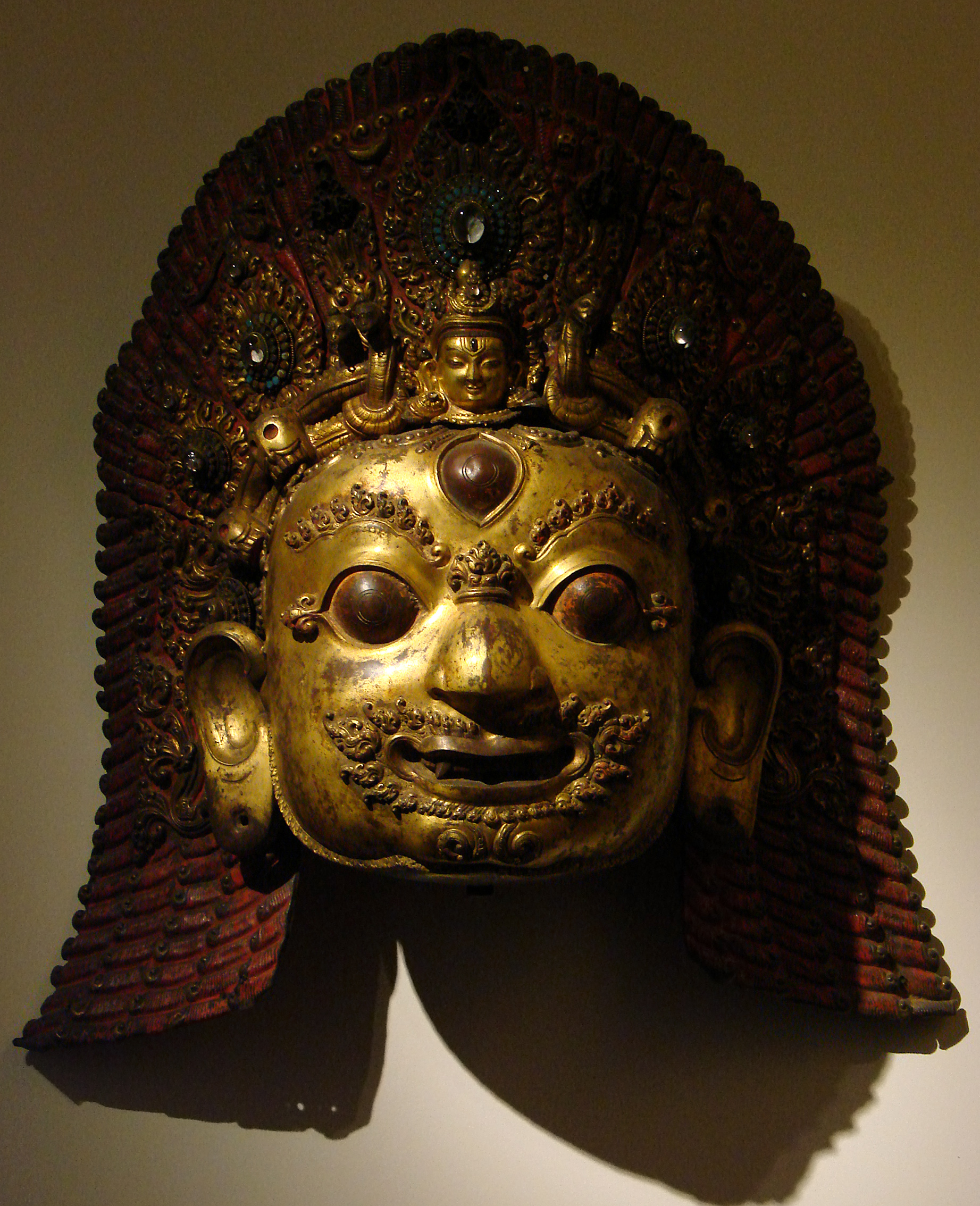
Máscara que representa Shiva em sua terrível forma: Bhairava, embutido e coberto em ouro, início dos séculos XVI e XVII, no Nepal. Musée Guimet, em Paris.
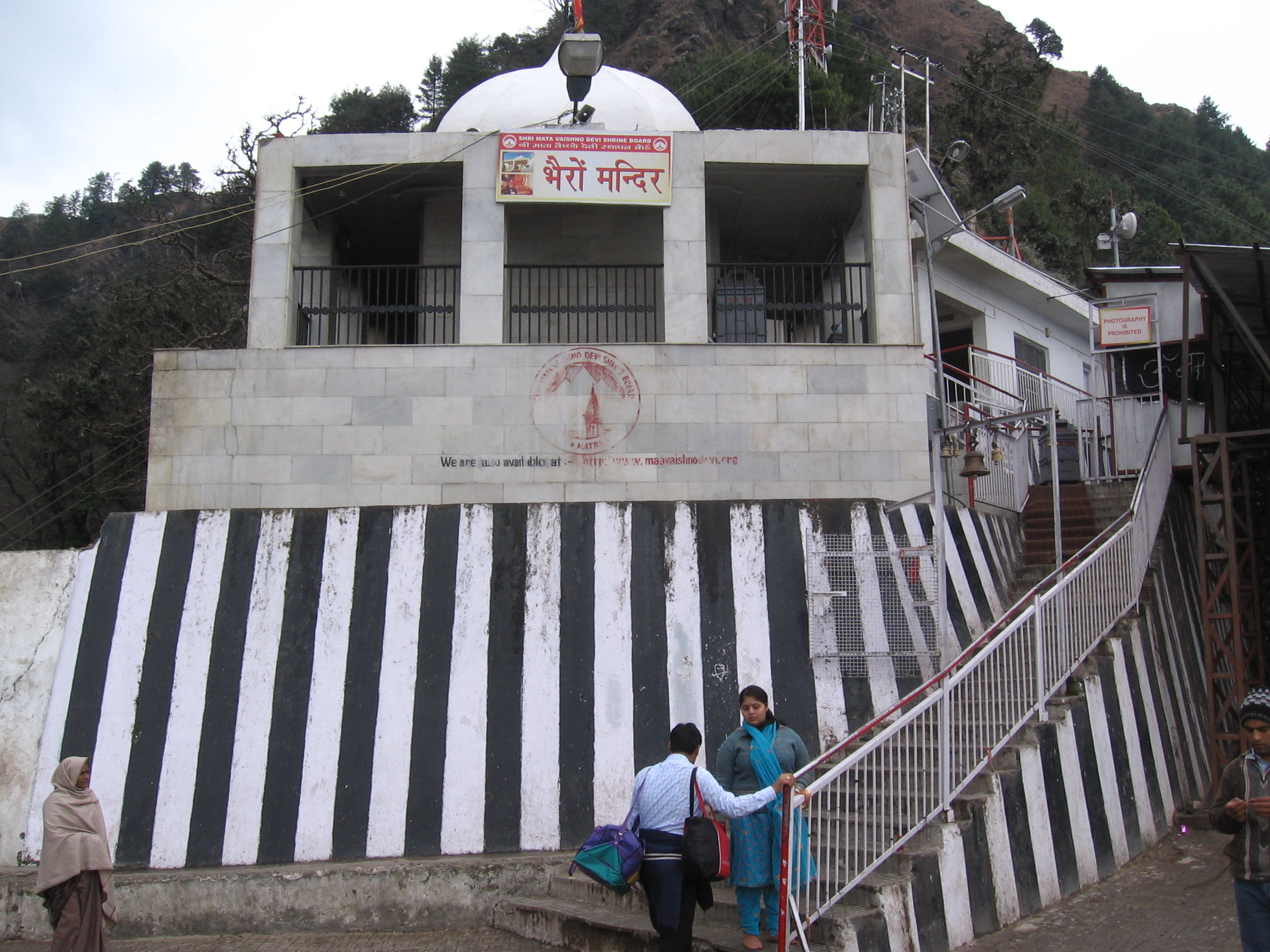
Bhairav Mandir, perto do Templo de Vaishno Devi, Jammu.
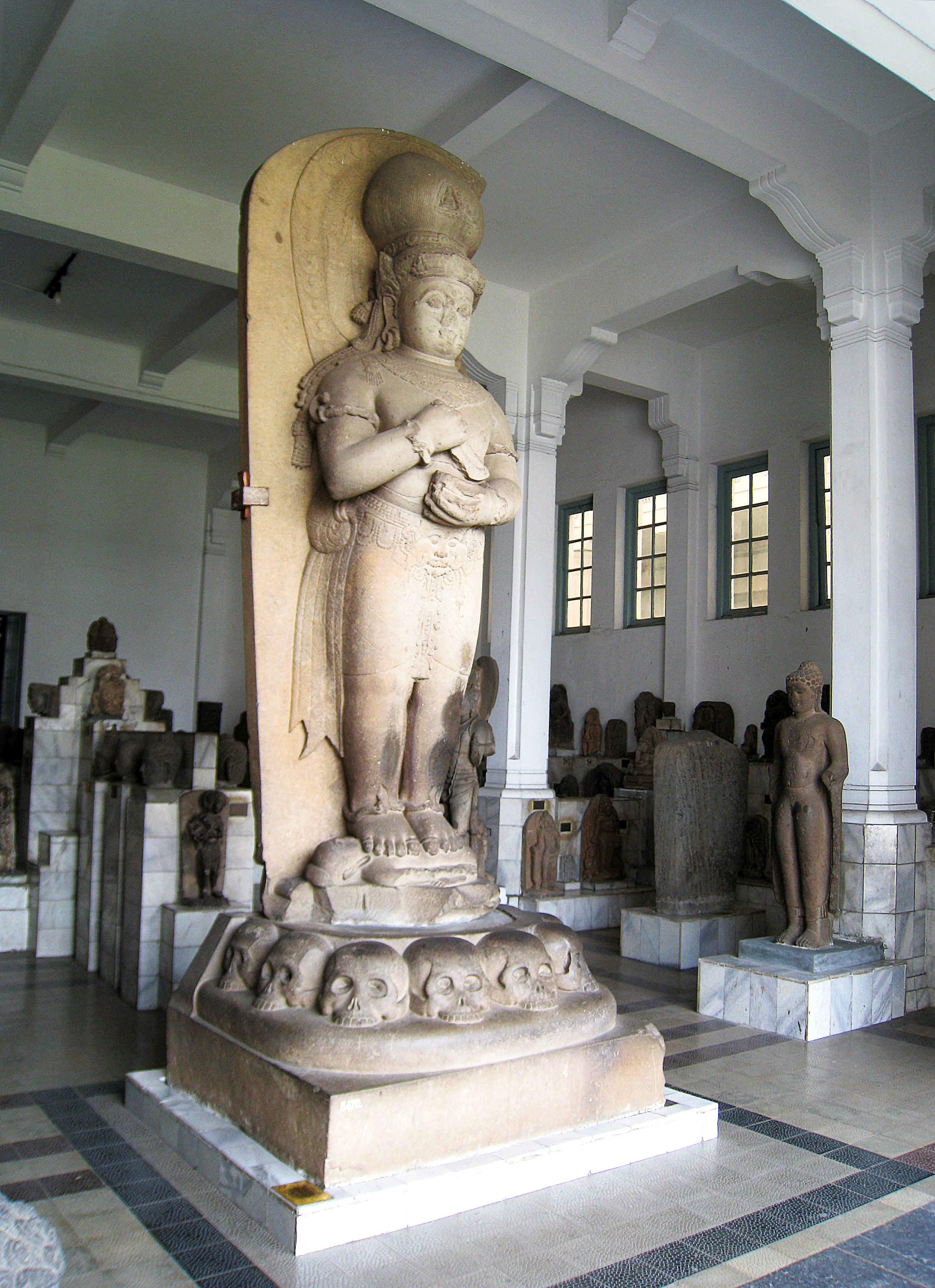
Bhairava no século XIV, Indonesia.